# Дхаулагірі
Дхаулагірі або Дхаулагірі I (неп. धौलागिरी) — гора в Азії, у масиві Дхаулагірі-Гімал, в гірській системі Гімалаї, сьома за висотою вершина світу (8167 м), на території Непалу.

## Географія
Найменування гори і масиву відображає його зовнішній вигляд. У перекладі із санскриту «дхавала» або «давала» означає білий, а слово «гірі» — гора.
Дхаулагірі, доволі масивна гора, яка розташована у південно-східній частині масиву Дхаулагірі-Гімал, в південній частині головного Гімалайського хребта, на захід від річки Калі-Ґандакі, в межиріччі Маянгді і Калі-Ґандакі. Підняття гори над долиною річки Калі-Ґандакі становить понад 7000 метрів при горизонтальній відстані лише близько 30 км. Висота південного і західного схилів вершини перевищує 4000 м від їх основи.
По іншу сторону від Калі-Ґандакі знаходиться масив Аннапурна.
Зледеніння району Дхаулагирі, за гімалайськими масштабами, порівняно невелике.
На початку XIX століття (1808 —1838 роки) після обчислень Вільяма Вебба Дхаулагірі вважалася найвищою вершиною світу. Згодом, після визначення висоти Канченджанґи, вона втратила це звання.

## Сходження на вершину
Перша спроба підкорення вершини була здійснена французькою експедицією під керівництвом Моріса Герцога. Проте її учасники не знайшли зручного шляху для сходження і звернули свою увагу на вершину Аннапурна.
У 1960 році на базі швейцарської команди була сформована збірна з найкращих альпіністів Європи. Для транспортування експедиції і вантажів використовувався легкий літак (вперше при підкоренні восьмитисячника). Експедицією керував один з учасників невдалої спроби 1958 року Макс Айзелін — автор ідеї сходження по Північно-східному гребеню. 13 травня Курт Дімбергер, Петер Дінер, Албін Шелберт, Ернст Форер і шерпи Наванг і Ньїма Дорджі досягли вершини з табору на висоті 7800 м. Згодом цей маршрут став класичним. Дхаулагірі стала передостанньою підкореною вершиною-восьмитисячником.
13 грудня 1982 року — перше зимове сходження японця Аіно Койдзумі і шерпа Німа Вангчу.

## Галерея

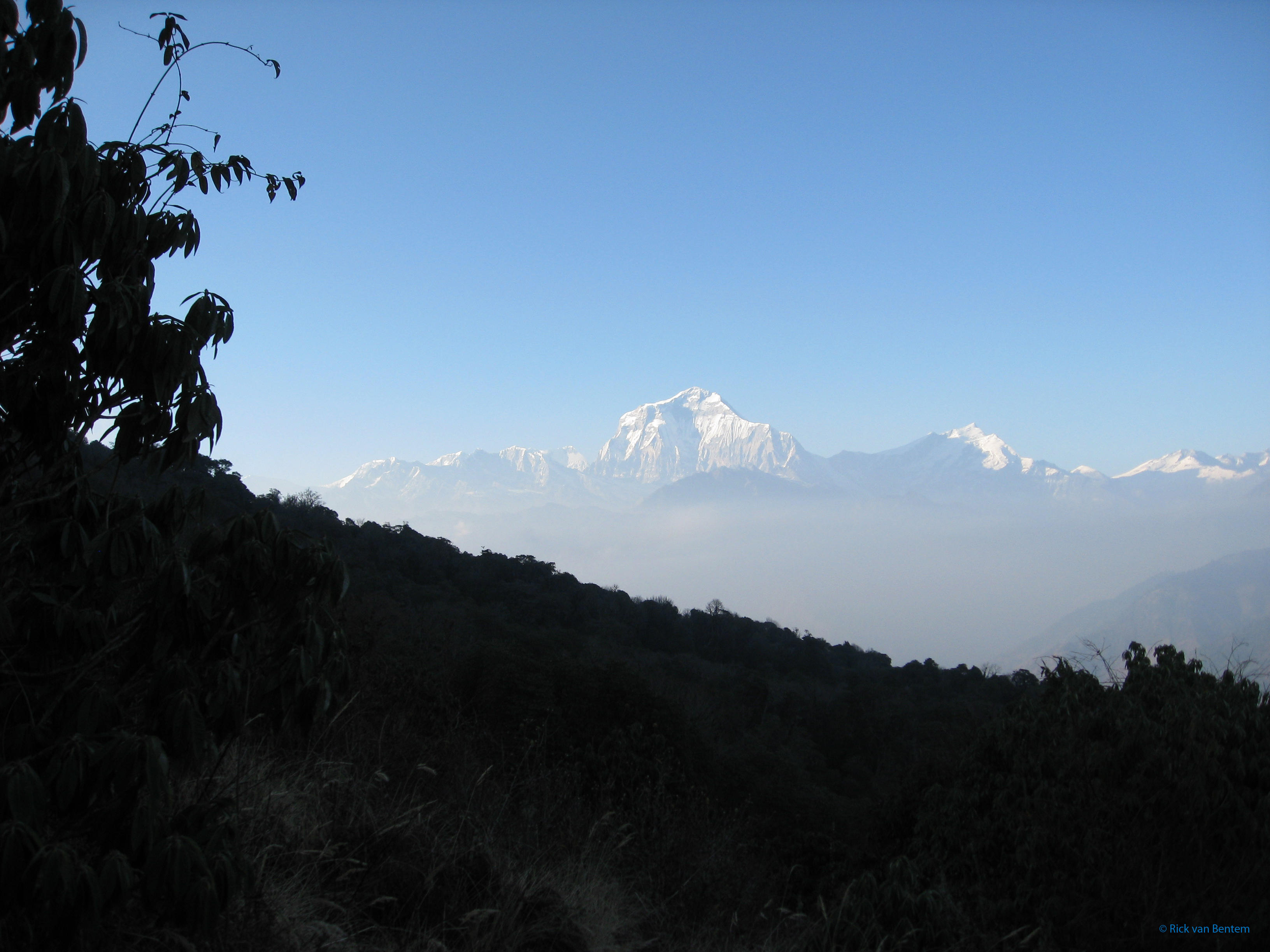
Дхаулагірі вдень
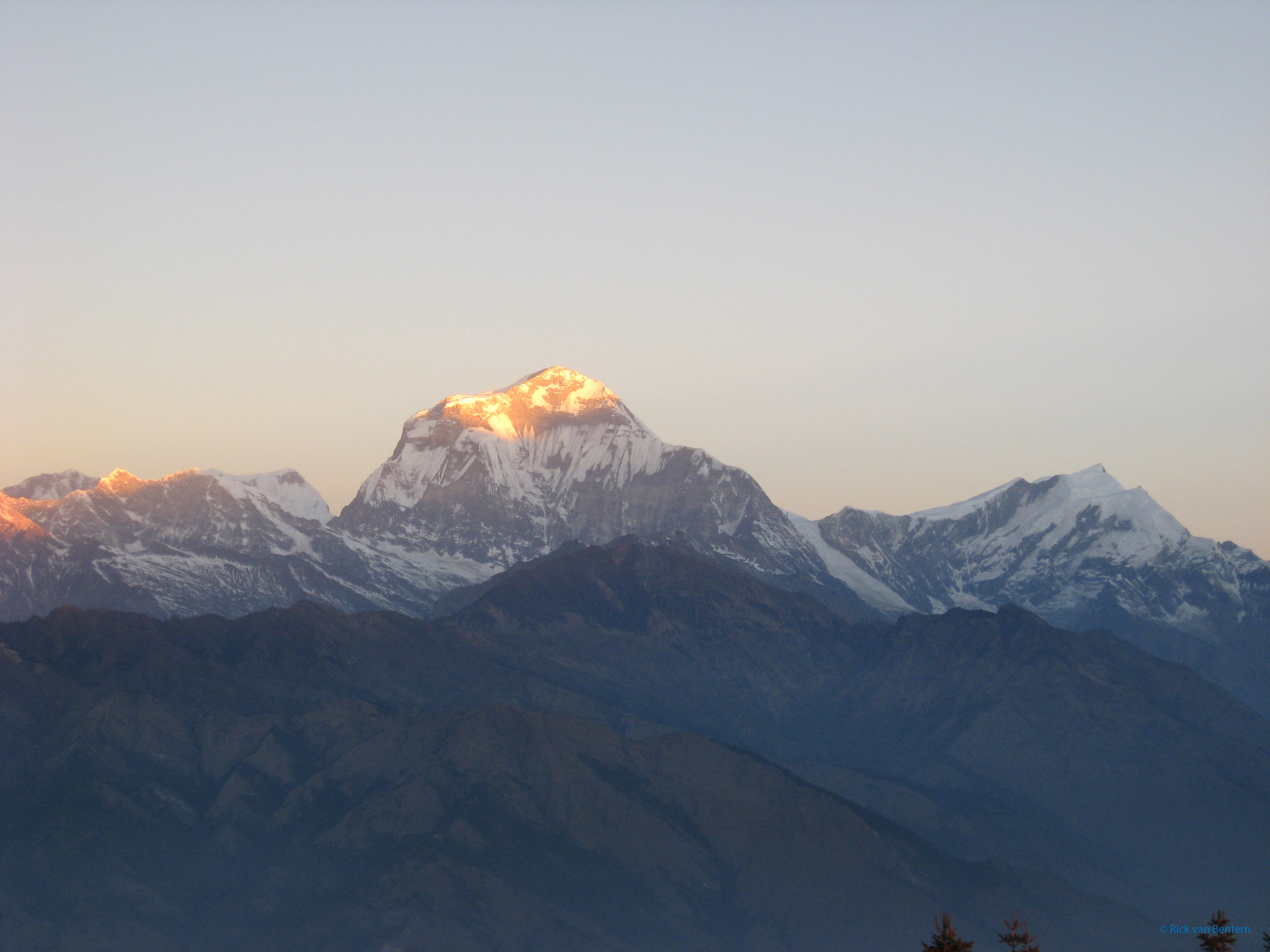
Вид на Дхаулагірі при сході сонця
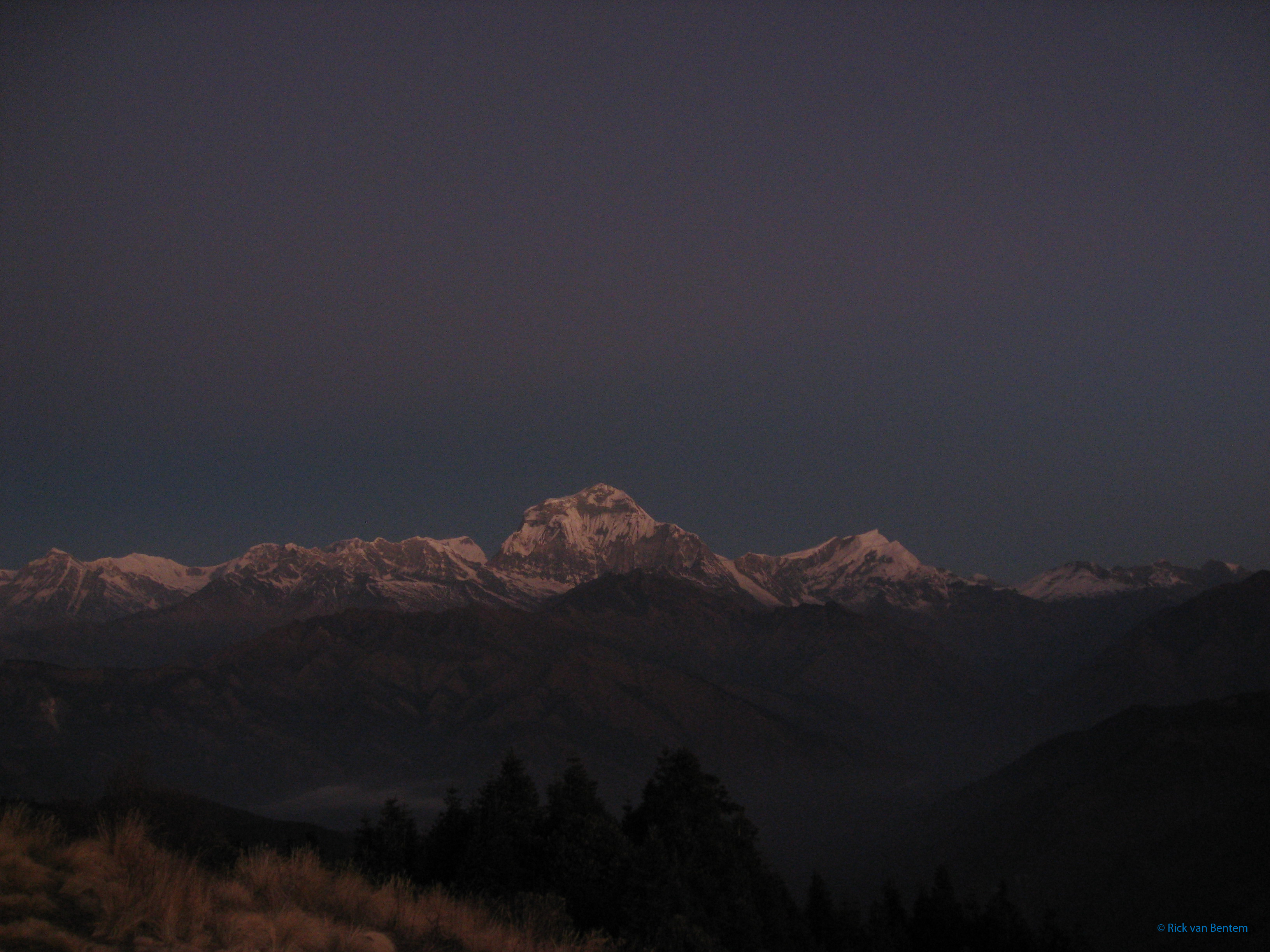
Дхаулагірі вночі